# Тимошенко, Георгий Анатольевич
Георгий Анатольевич Тимошенко (род. 1 июня 1966, Киев, Украинская ССР) — советский, украинский шахматист, гроссмейстер (1994).

## Шахматная карьера
Чемпион Москвы (1988; после дополнительного матч-турнира с А. Кузьминым и С. Гореловым). Лучшие результаты в международных соревнованиях: Берлин (1986) — 4—6-е; Шибеник (1987) — 2—5-е; Манагуа (1988) — 1-е; Пловдив (1988) — 5—6-е; Пула (1988) — 4—10-е; Белград (1988) — 7—15-е; Таллин (1989) — 1—3-е; Москва (1989) — 2—7-е места.
Победитель открытого чемпионата Канады (Эдмундстон, 1990).
Участник чемпионата мира 2001/02, уступил в первом раунде. Занял пятое место на чемпионате Европы 2001 года.

## Тренерская карьера
В последнее время активно занят тренерской работой. Среди его учеников — первый мастер спорта по шахматам на Ямайке, а также многие другие спортсмены со всего мира. Также, на добровольных началах, гроссмейстер занимается с лучшими шахматистами Киевского политехнического института.
Гроссмейстер использует ПО для шахматистов ChessBase с базой данных партий за все года и добавляет туда свои. Также гроссмейстер читает шахматный журнал Man in Chess.

## Изменения рейтинга
| Графики недоступны из-за технических проблем. См. информацию на Фабрикаторе и на mediawiki.org. |